# Francis Patrick Garvan

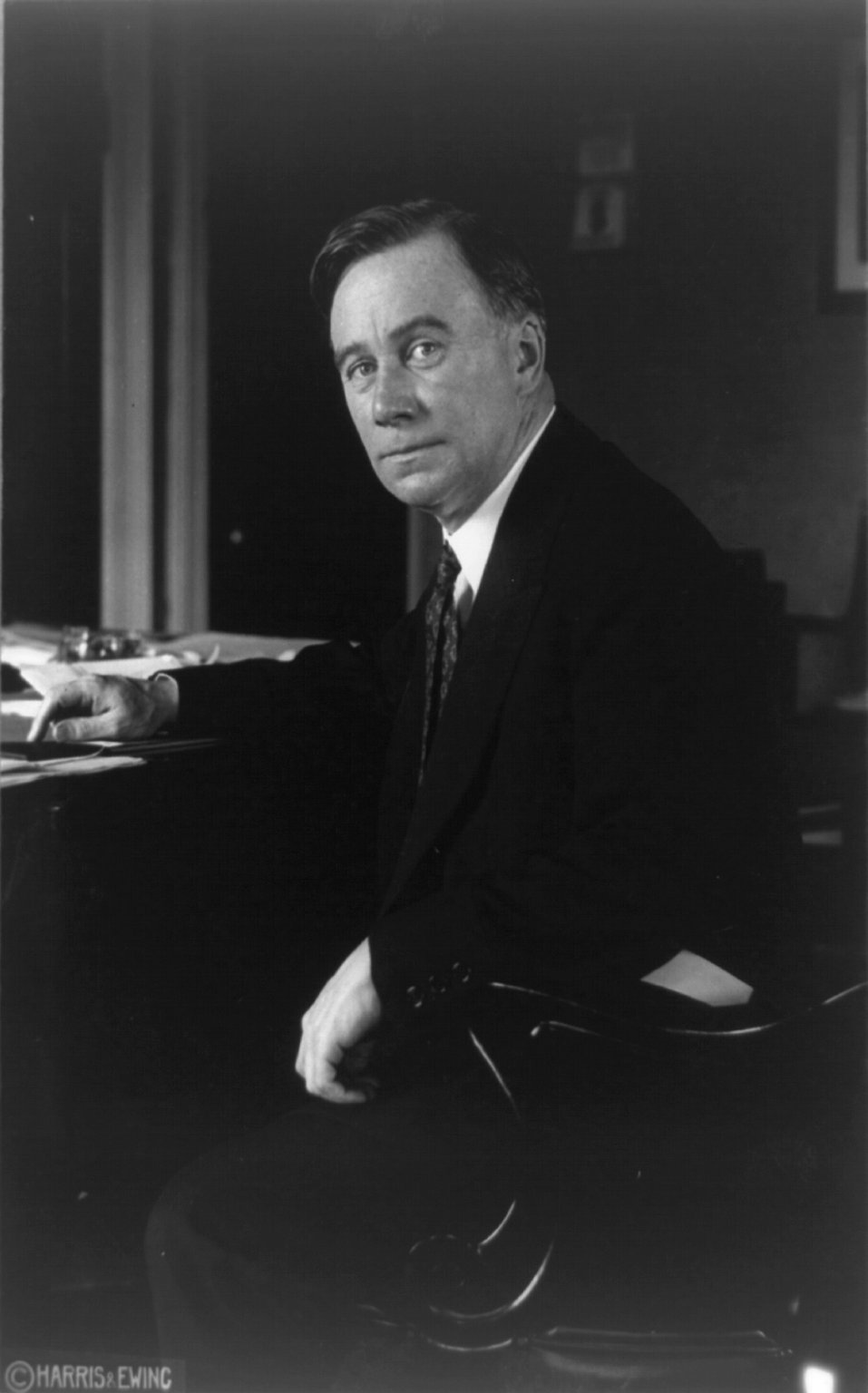
Francis Patrick Garvan

Francis Patrick Garvan (* 13. Juni 1875 in East Hartford, Connecticut; † 7. November 1937) war ein US-amerikanischer Jurist und langjähriger Präsident der Chemical Foundation. 1929 erhielt er die höchste Auszeichnung der American Chemical Society (ACS), die Priestley-Medaille, die sonst nur an Chemiker verliehen wurde. 1935 stiftete er mit seiner Frau die Garvan-Olin-Medaille für Chemikerinnen, die seit 1937 von der ACS verliehen wird.

## Leben
Garvan studierte an der Yale University mit dem Bachelor-Abschluss 1997, der Catholic University of America und an der New York Law School mit dem Bachelor of Laws (LL.B.) 1899. Danach war er Anwalt in New York City, 1900 bis 1910 Assistant District Attorney (stellvertretender Staatsanwalt von New York) und danach Direktor des Bureau of Investigation in New York. Ab März 1919 leitete er die New Yorker Zweigstelle der im Ersten Weltkrieg von Deutschland und Verbündeten enteigneten Güter (Alien Property Custodian) und war außerdem United States Assistant Attorney General (also stellvertretender Attorney General). Er war 1919 Gründer der Chemical Foundation im Auftrag von US-Präsident Woodrow Wilson, die mit den enteigneten Patenten der vor dem Ersten Weltkrieg übermächtigen deutschen chemischen Industrie (besonders Farbstoffe) die heimische chemische Industrie förderte und auch sonst viel zur Förderung der Chemie in den USA tat. Beispielsweise unterstützten sie die Nutzung landwirtschaftlicher Produkte für die chemische Industrie (besonders Alkohol) in der sogenannten Chemurgy-Bewegung, die Unterstützung durch Henry Ford und andere Industrielle fand und im Zweiten Weltkrieg als Rohstoffquelle (Synthesekautschuk) von Bedeutung war. In der Chemical Foundation arbeitete er eng mit dem Chemiker Charles Herty zusammen, zum Beispiel auch bei der Gründung der National Institutes of Health.  Er blieb bis zu seinem Tod Präsident der Chemical Foundation. 1919 bis 1923 war er Dekan der Fordham University School of Law.
Er war Ehrendoktor von Yale, der University of Notre Dame, des Trinity College in Connecticut und der Fordham University. Er war Trustee der Catholic University of America. 1932 erhielt er die Mendel Medal. Er war Mitglied der Demokratischen Partei und Katholik.
1910 heiratete er Mabel Brady, mit der er sieben Kinder hatte. Sie war die Schwester des New Yorker Geschäftsmanns Nicholas Frederic Brady (1878–1930), der wiederum die Schwester von Garvan heiratete. Das Ehepaar Garvan stiftete eine große Kunstsammlung der Yale University.
1929 erhielt er die American Institute of Chemists Gold Medal.